# سرگئی بوروفسکی
سرگئی بوروفسکی (روسی: Серге́й Владимирович Боровский؛ زادهٔ ۲۹ ژانویهٔ ۱۹۵۶) بازیکن فوتبال اهل اتحاد جماهیر شوروی سوسیالیستی و مربی اهل بلاروس است.
از باشگاه‌هایی که در آن بازی کرده‌است می‌توان به باشگاه فوتبال دینامو مینسک اشاره کرد.
وی همچنین در تیم ملی فوتبال شوروی بازی کرده‌است.